# کارولینکی
کارولینکی (به لهستانی:  Karolinki) یک روستا در لهستان است که در گمینا مییسکا گورکا واقع شده‌است.